# Arman Paschikjan
Arman Paschikjan (armenisch Արման Փաշիկյան, * 28. Juli 1987 in Irkutsk) ist ein armenischer Schachmeister.
Paschikjan gewann die 69. armenische Meisterschaft 2009 und spielte für Armenien bei der Schacholympiade 2010 in Chanty-Mansijsk, bei der Mannschaftsweltmeisterschaft 2010 in Bursa und bei der Mannschaftseuropameisterschaft 2009 in Novi Sad.
Paschikjan spielte in Armenien bei der Mannschaft MIKA Jerewan, mit der er 2008 und 2009 armenischer Mannschaftsmeister wurde und viermal am European Club Cup teilnahm, in der chinesischen Mannschaftsmeisterschaft bei den Beijing Patriots.
Paschikjan siegte oder belegte vordere Plätze in vielen Turnieren: 2. Platz bei der 63. armenischen Meisterschaft (2003), 2. Platz bei der 66. armenischen Meisterschaft (2006), 2. Platz beim Turnier Lake Sevan in Martuni (2006), 1. Platz beim Turnier in Gjumri (2008) mit einer Elo-Performance von 2743, 1. Platz beim Turnier Lake Sevan in Martuni (2008) mit einer Elo-Performance von 2717, 9. Platz beim Aeroflot Open in Moskau mit einer Elo-Performance von 2729, 1. Platz beim Turnier Lake Sevan in Martuni (2009) mit einer Elo-Performance von 2789, 1. Platz beim Turnier Lake Sevan in Martuni (2010) mit einer Elo-Performance von 2705.
Paschikjan trägt seit 2004 den Titel Internationaler Meister. Die erforderlichen Normen erfüllte er alle im Jahr 2003, nämlich im März bei einem Turnier der Chess Academy in Jerewan, im Juli bei einem Turnier in Batumi und im September bei der armenischen Einzelmeisterschaft in Jerewan. Die beiden letzten Normen galten auch als GM-Normen, weitere GM-Normen erfüllte er im März 2006 bei der armenischen Einzelmeisterschaft und im November 2006 beim N.-Aratovsky-Memorial in Saratow, so dass er 2007 zum Großmeister ernannt wurde.